# Konglomerattumor
Bei dem entzündlichen Konglomerattumor handelt es sich um eine Verklebung oder Verwachsung verschiedener Organe oder Organteile (z. B. Dick- bzw. Dünndarm, Eileiter oder großes Netz). Im Rahmen der körperlichen Untersuchung können diese Verklebungen im Bauch getastet werden ("tastbare Walze").

## Pathologie entzündlicher Konglomerattumoren
Der entzündliche Konglomerattumor entsteht durch Entzündungen, die die ganze Darmwand penetrieren. Die dabei entstehenden Abszesse oder Fisteln können zu benachbarten Darmabschnitten, Peritoneum (Bauchfell) oder der Haut führen.
Am häufigsten entsteht der entzündliche Konglomerattumor beim Morbus Crohn, da bei dieser Erkrankung im Gegensatz zur Colitis ulcerosa die gesamte Darmwand betroffen ist. Andere Möglichkeiten für die Entstehung eines Konglomeratumors kann die heutzutage seltene Darmtuberkulose oder die unter anderem durch Gonokokken hervorgerufene Eileiterentzündung sein.